# 新川島駅
新川島駅（しんかわしまえき）は、神奈川県横浜市保土ケ谷区の相模鉄道本線の上星川駅と西谷駅の間に、かつて存在した駅である。

## 駅周辺
駅は、西谷商店街の横浜方の入り口付近に存在した。

## 歴史
- 1930年（昭和5年）9月10日 - 神中鉄道線により天王町駅・常盤園下駅（現、和田町駅）と同時に開業。
- 1943年（昭和18年）4月1日 - 神中鉄道が相模鉄道へ合併したため、同社の駅となる。
- 1944年（昭和19年） - 休止。
- 1960年（昭和35年）8月1日 - 廃止。

## その他
- 上星川駅 - 西谷駅間の距離が1.9kmと前後の区間（和田町駅 - 上星川駅間0.7km、西谷駅 - 鶴ヶ峰駅間1.6km）より空いているのは、かつてこの駅があった名残である。
- 現在、跡地は資材置き場として使用されている。

## 隣の駅
相模鉄道
本線
上星川駅 - 新川島駅 - 西谷駅